# Гербертины
Гербертины (фр. Herbertiens), Гербертиды (фр. Herbertides) или дом Вермандуа (фр. maison de Vermandoi) — феодальная династия франкского происхождения, побочная ветвь династии Каролингов.

## История
Родоначальником Гербертинов был Пипин I. Регино Прюмский называл его сыном короля Италии Бернарда, побочного сына короля Италии Пипина. Впервые он упоминается в 834 году как граф в области к северу от Сены, около Парижа. Кроме того, в его владения входили Перрона, Санлис и Сен-Квентин. После смерти императора Людовика Благочестивого в 840 году, Пипин поддержал императора Лотаря I, несмотря на то, что в 834 году поклялся в верности Карлу II Лысому. Имя и происхождение жены Пипина неизвестно, но на основании того, что дети Пипина унаследовали многие владения Нибелунгидов, историк К. Ф. Вернер высказал гипотезу о том, что жена Пипина принадлежала к этой династии. Он считает её дочерью Теодориха (Тьерри) I, упоминавшегося в 876 году как граф Вермандуа.
У Пипина I, по сообщению Регино Прюмского, было трое сыновей: Бернар I, граф Лана, который, согласно итальянским авторам, был родоначальником рода Бернардгенжи, Пипин II, граф в области к северу от Парижа, и Герберт I.
Продолжателем династии был Герберт I де Вермандуа, который после смерти Тьерри I де Вермандуа унаследовал его владения. В 886—898 годах Герберт упоминается как граф Суассона, в 888—889 годах — как граф Мо и Мадри, а в 896 году — как граф Вермандуа. В 889 году Герберт упоминается как сторонник короля Франции Эда. В 897 году Герберт выдал замуж одну из своих дочерей, Беатрис, за Роберта I Парижского, брата короля Эда.
Единственным сыном и наследником Герберта I был Герберт II де Вермандуа, который к обширным владениям, полученным от отца, присоединил земли в Вексене и Шампани, став одним из крупнейших феодалов Западно-Франкского королевства. В 922 году Герберт II принял участие в крупном мятеже феодалов против короля Карла Простоватого, которого захватил в плен в 923 году и держал в заключении до самой его смерти. Пленного монарха Герберт II использовал как средство давления на нового короля, Рауля, от которого получил кафедру архиепископства Реймского для своего сына Гуго. В 926 году Герберт захватил Амьен, а в 928 году получил графство Лан, где построил крепость. Однако в 931 году ему пришлось отдать город Лан, а в 938 году — и построенную крепость. После смерти Герберта II в 943 году его обширные владения были разделены между несколькими сыновьями, а могущество династии снизилось.
Из пяти сыновей Герберта потомство оставили двое. Потомки Роберта I де Вермандуа правили в графствах Мо и Труа. Эта ветвь угасла в 1019/1021 году со смертью Этьена, графа Труа, Мо и Витри. Потомки же Альберта I де Вермандуа правили в Вермандуа. Последним представителем ветви по мужской линии был граф Герберт IV (VI) де Вермандуа (ум. ок. 1080), который посредством брака получил также графство Валуа. Он оставил дочь Адель, которая и унаследовала владения отца, передав их своему мужу — Гуго Великому, ставшего родоначальником второго дома Вермандуа, а также сына, Эда Безумного, лишённого наследства отцом из-за слабоумия. В XVII веке от Эда выводил своё происхождения род Сен-Симонов, однако эта генеалогия была фальсифицирована.
Возможно, что одной из ветвью Гербертинов был род графов Шини, родоначальника которого, Оттона, графа Ивуа, отождествляют с Оттоном, сыном Альберта I де Вермандуа. Этот род угас в 1226 году со смертью графа Людовика IV. Также от графа Эда де Вермандуа выводил своё происхождение род сеньоров де Хам, называя своего предка, Симона де Хама, сыном графа Эда. Однако никаких источников, подтверждающих данное происхождение, не существует.

## Генеалогия
Карл Великий 2 апреля 742/747 или 748 — 28 января 814), король франков с 768 (в южной части с 771) года, король лангобардов с 774 года, император Запада с 800 года; 3-я жена: с 771 Хильдегарда из Винцгау (758 — 30 апреля 783), дочь Жерольда I, графа Винцгау
- Пипин (Карломан) (777 — 8 июня 810), король Италии с 781
  - (незак.) Бернард (ок. 797 — 17 августа 818), король Италии 813—818; жена: с ок. 813 Кунигунда (ум. после 15 июня 835)
    - Пипин I (ок. 815 — после 850), граф в области к северу от Парижа, сеньор Санлиса, Перроны и Сен-Квентина; жена: N, возможно дочь Теодориха (Тьерри) I (ум. после 876), графа Вермандуа[2]
      - Бернар I (ок. 845 — после 893)[3], граф Лана
        - (?) род Бернардгенжи

      - Пипин II (ок. 846—893)[3], граф в области к северу от Парижа
      - Герберт I (ок. 850—900/907)[3], граф Вермандуа в 896, граф Суассона в 886—898, светский аббат монастыря Сен-Крепин, граф Мо и Мадри в 888—889; жена: (?) Лиетгарда (ум. 27 мая), возможно дочь Адалельма, графа Труа[7]
        - Герберт II (ок. 880 — 23 февраля 943), граф Вермандуа, Мо и Суассона с 900/907, светский аббат монастыря Сен-Крепин и Сен-Медар в Суассоне; жена: до 907 Адель Французская, дочь Роберта I, короля Франции и Адели (Аэлис) дю Мэн
          - Эд (ок. 915 — после 19 июня 946), граф Вьенна в 928—931, граф Амьена в 941—944
          - Адель (ок. 915 — ок. 10 октября 960); муж: с 934 Арнульф I Великий (885/890 — 27 марта 964), граф Фландрии в 918—958, 962—965
          - Гуго (920—962), архиепископ Реймса в 925—931 и 940—946
          - Литгарда (до 925 — 14 ноября после 985); 1-й муж: с ок. 940 Вильгельм I Длинный Меч (ум. 17 декабря 942), герцог Нормандии с 927; 2-й муж: с ок. 943 Тибо I Плут (ок. 910 — 16 января 975), граф Блуа, Шартра, Тура, Шатодёна, сеньор Вьерзона, Сансера, Шинона, Сомюра и Божанси
          - Герберт III Старый (ок. 910/926 — 983/985), граф Омуа с 943; жена: с 951 Эдгифу (Огива) (902/905 — 26 сентября после 951), дочь короля Англии Эдуарда Старшего и его второй жены Эльфлиды (Эльфледы), вдова короля Карла III Простоватого
          - Роберт I (ум. после 10 июня 966), граф Мо и Труа; жена: Адель-Верра, дочь Жильбера де Шалона, герцога Бургундии и Ирменгарды
            - Герберт IV Молодой (ок. 945/950 — 28 января 995 или 996), граф Мо (Герберт III) и Труа (Герберт II) с 966, граф Омуа (Герберт IV) с 984; N, возможно дочь Этьена, графа Жеводана, и Аделы Анжуйской
              - Этьен I (ум. 1 июня 1019/9 июня 1021), граф Труа, Мо и Витри с 995/996; жена: Алиса

            - Адела де Мо (ок. 950—974 после 6 марта); муж: с ок. 965 Жоффруа I Гризгонель (ум. 21 июля 987), граф Анжу с 958
            - (?) Адела (Агнеса) де Труа (ок. 950/955 — после 991); муж: с ок. 970 Карл I (953 — после 992), герцог Нижней Лотарингии 977—991
            - (?) Аршамбо (ум. 29 августа 968), архиепископ Санса в 959

          - Альберт I (ум. 8 сентября 987), граф Вермандуа с 943; жена: с 949/954 Герберга (ок. 935 — после 7 сентября 978), дочь Гизельберта, герцога Лотарингии, и Герберги Саксонской
            - Герберт III (IV) (ок. 954 — 29 августа ок. 993), граф Вермандуа с 987; жена: Ирменгарда, возможно вдова Мило IV, графа Тоннера
              - Альберт II (985/990 — 1 февраля 1015/1017), граф Вермандуа с ок. 993
              - Эд (985/990 — 25 мая 1045), граф Вермандуа с ок. 1021
                - Герберт IV (VI) де Вермандуа (ок. 1032 — ок. 1080), граф Вермандуа с 1045, граф Валуа с 1077; жена: с ок. 1059 Аделаис (Хильдебранда) (ум. после 1077), графиня Валуа с 1077, дочь Рауль IV Великого, графа Валуа, Амьена и Вексена, и Аэлис де Бар-сюр-Об
                  - Эд Безумный (ум. после 1085)
                  - Аделаис (Адела) (ок. 1065 — 28 сентября 1120/1124), графиня Вермандуа и Валуа с 1080; 1-й муж: с ок. 1080 Гуго Великий (1057 — 18 октября 1102), граф Вермандуа и Валуа с 1080; 2-й муж: с 1103 Рено III де Клермон (ум. до 1162), граф де Клермон-ан-Бовези
                    - Второй дом Вермандуа

                - (?) Симон (ум. после 1076)
                  - (?) Род сеньоров де Хам

                - (?) Пьер

            - Оттон (ок. 950/955 — ок. 986/987), граф Ивуа
              - Род графов Шини

            - Людольф (ок. 957 — до 9 ноября 986), епископ Нуайона с 978
            - (?) Элеонора; муж: с ок. 986 Готье де Сен-Обер

        - Беатрис (ок. 880/883 — после 26 марта 931); муж: с ок. 897 года Роберт I (ок. 865 — 15 июня 923), граф Парижа и маркиз Нейстрии 888—922, [король Франции с 922
        - (?) Адела; муж: Гебхард (ум. после 15 января 947), граф в Уфгау[8]
        - (?) Кунигунда (ум. 943); муж: с ок. 915) Удо I (ум. 12 декабря 949), граф в Веттерау[8]

      - (?) Кунигунда[9]
      - (?) дочь; 1-й муж: Беренгер (ум. после 13 декабря 892), граф Байё; 2-й муж: Ги, граф Санлиса

  - (незак.) Адела (ок. 798 — после 810); муж: Биллунг, граф
  - (незак.) Адула (ок. 800/810 — после 810)
  - (незак.) Гунтрада (ок. 800/810 — после 810)
  - (незак.) Бертрада (ок. 800/810 — после 810)
  - (незак.) Теодрада (ок. 800/810 — после 810)
- Людовик I Благочестивый (август 778 — 20 июня 840), король Аквитании 781—814, король франков и император Запада с 814
  - Каролинги